# Saint-André-de-Valborgne
Saint-André-de-Valborgne ist eine französische Gemeinde mit 360 Einwohnern (Stand 1. Januar 2022) im Département Gard in der Region Okzitanien. Sie gehört zum Arrondissement Le Vigan und zum Kanton Le Vigan.

## Geografie
Die Gemeinde Saint-André-de-Valborgne liegt im Bergland der Cevennen und befindet sich in Luftlinie 64 Kilometer nördlich von Montpellier sowie 65 Kilometer nordwestlich von Nîmes. Sie ist Teil einer dünn besiedelten Gegend rund um den neun Kilometer entfernten Mont Aigoual. Ihr verhältnismäßig großes Gebiet grenzt im Norden und im Westen an das benachbarte Département Lozère.
Landschaftlich wird das Gebiet von mehreren Gebirgskämmen und Hügelketten geprägt; der höchste Punkt der Kommune liegt 1.200 Meter über dem Meer. Entlang des Flusses Gardon de Saint-Jean, der Saint-André-de-Valborgne kurz nach seiner Mündung durchfließt und dort diverse kleine Zuflüsse hat, erstreckt sich hingegen ein Tal. Der Kernort befindet sich inmitten des Flusstals. 
Die Nachbargemeinden von Saint-André-de-Valborgne sind Le Pompidou sowie Gabriac im Norden, Sainte-Croix-Vallée-Française im Nordosten, Moissac-Vallée-Française sowie Saumane im Osten, Les Plantiers im Süden, Val-d’Aigoual mit Valleraugue im Südwesten und Bassurels im Westen.

### Infrastruktur
Die entlang des Gardon durch das Gemeindegebiet verlaufende Straße D907 stellt in südöstlicher Richtung über Saint-Jean-du-Gard und Anduze die Anbindung an den Großraum von Alès her, während sie in die Gegenrichtung nach Florac führt. Dagegen geht die D10 als Passstraße den Berg hinauf und ermöglicht unter anderem den Zugang zum Tal des südlich gelegenen Ortes Valleraugue.

## Geschichte und Kultur
Zur ersten schriftlichen Erwähnung des Ortes kam es im Jahr 1275, als eine Pfarrgemeinde namens parrochia sancti-andreae de Vallebornes benannt wurde. Etwa aus dieser Zeit stammt wohl auch die Dorfkirche, welche dem Baustil der Romanik entspricht. In der frühen Phase ihrer Existenz bestand sie aus einem Kirchenschiff und einer Apsis, später kamen zwei Kapellen hinzu. In ihrer Nähe befand sich auch die mittelalterliche Burg; um diese beiden bedeutenden Bauwerke herum entwickelte sich zur damaligen Zeit das Dorf. 
Ab dem 16. Jahrhundert verbreitete sich in der gesamten Region der Protestantismus und spielte eine sehr starke Rolle. Daher wurde die Dorfkirche zeitweise zur Ausübung dieser Religionsrichtung verwendet, bevor die Protestanten 1635 ihr eigenes Gebetshaus erhielten. Es war auch ebenjene Religionsgruppe, die 1573 den Uhrturm des Ortes schuf. Während der Cevennenkriege von 1702 und 1705, bei der die protestantischen Kamisarden sich gegen den Staat auflehnten, war der Ort von den französischen Truppen besetzt und wurde zum Schauplatz von Kämpfen zwischen den Kriegsparteien. 
Eine Blütezeit erlebte Saint-André im 18. und 19. Jahrhundert, als die Seidenraupenzucht einen hohen Stellenwert besaß. Dies veränderte das Bild des Ortes nicht nur durch die für die Zucht notwendigen Maulbeerbäume, sondern auch hinsichtlich des wachsenden Wohlstandes. Letzterer äußerte sich vor allem in repräsentativen bürgerlichen Häusern. Der Niedergang dieses Industriezweigs um das Jahr 1900 gilt als ein Auslöser für den nachfolgenden massiven Bevölkerungsschwund. 1953 wurde der ehemals der Nachbargemeinde Les Plantiers angehörende Weiler Tourgueille in die Kommune eingegliedert.
Das moderne Saint-André ist stark auf einen naturnahen Tourismus ausgerichtet und bietet neben verschiedenen Unterkünften zu diesem Zweck eine Vielzahl von Wanderwegen durch die Cevennen.

## Bevölkerungsentwicklung
| Jahr      | 1962 | 1968 | 1975 | 1982 | 1990 | 1999 | 2008 | 2017 |
| --------- | ---- | ---- | ---- | ---- | ---- | ---- | ---- | ---- |
| Einwohner | 670  | 524  | 429  | 443  | 437  | 368  | 456  | 382  |

Eine Quelle aus dem Jahr 1552 belegt, dass damals etwas mehr als 1600 Menschen in der Gemeinde wohnten. Im weiteren Verlauf der Jahrhunderte kam es insgesamt zu einem leichten Anstieg, bis 1806 mit 1949 Bewohnern der historische Höchstwert erreicht wurde. Anschließend schrumpfte die Zahl mit mäßiger Geschwindigkeit, sodass exakt 100 Jahre darauf noch 1541 Personen statistisch erfasst wurden. Ab den 1920er-Jahren setzte dann jedoch ein rapider Rückgang ein, im nachfolgenden Jahrzehnt fiel der Wert in den dreistelligen Bereich und sank kontinuierlich weiter. 1999 war mit 368 Einwohnern, was weniger als einem Viertel im Vergleich der Bevölkerung zu Beginn des Jahrhunderts entsprach, der historische Tiefstand gemessen. Seither ist wieder ein Anwachsen zu verzeichnen.